# ياكوفليف ياك-200
ياكوفليف ياك-200 (بالإنجليزية: Yakovlev Yak-200)‏ هي طائرة تدريب من صناعة ياكوفليف. كان أول طيران لها في 10 أبريل 1953. صنع منها 210 طائرة.